# Філіпп I (граф Савойський)
Філі́пп I (лат. Philippus I; 1207 — 16 серпня 1285) — граф Савойський (1268—1285).

## Імена
- Філіпп I (лат. Philippus I) — у офіційному діловодстві того часу.
- Філіппо I (італ. Filippo I di Savoia) — сучасна італійська назва.
- Філіппе I (фр. Philippe Ier de Savoie) — сучасна французька назва.

## Біографія

### Церковна кар'єра
Походив з Савойського дому. Восьмий син Томаса I, графа Савої і Мор'єнни, та Маргарити Женевської. Народився 1207 року в м. Егбель. 1229 року призначено архідияконом в Меці. У 1236 році його брат Вільгельм, єпископ Валансу, зміг використати свій вплив, щоб отримати для Філіппа посади каноніка церков в Хіллінгдоні, Оксні та Геддінгтоні.
У 1240 році претендував на посаду єпископа Лозанни. Незважаючи на збройну підтримку братів Амадея IV, графа Савойського та П'єтро де Буге, програв Жану де Коссоне, якого підтримувало Женевське графство. Втім 1241 року зміг стати єпископом Валансу. Його брат Томас, правитель графства Фландрія, призначив Філіппа на посади канцлера цього графства й прево міста Сент-Донатьєн-де-Брюгге. 1243 року супроводжував сестру Беатрису та родичку Санчу Прованську, відвідати сестру останньої Елеонору, дружину Генріха III, короля Англії, який в цей час перебував в Гасконі.
1244 року, коли папа римський Інокентій IV втік з Риму, то Філіпп переконав свого брата Амадея IV пропустити понтифіка до Ліону, а потім сам супроводжував його до цього міста. На дяку за це папа римський 1245 року підтримав кандидатуру Філіппа при обранні нового архієпископа Ліонського. 1248 року уклав угоду з Аймаром III, графом Валентінуа, щодо зменшення мит для ліонських торгівців, що рухалися річкою Роною. Також надавав привілеї містам в своїй архієпархії. До 1251 року активно діяв зі спорудження собору Сен-Жан, до чого його підштовхував Інокентій IV, який в цей час мешкав у Ліоні. 1250 року стає регентом графства Бресс.
1267 року з огляду на відсутність в його брата П'єтро II, графа Савойського, спадкоємців чоловічої статі, Філіпп став готуватися до перебрання влади. Для цього зняв з себе духовний сан та пішов у відставку з усіх посад. Невдовзі за цим він одружився. Водночас стає опікуном малолітнього сина дружини від першого шлюбу — Оттона IV, пфальцграфа Бургундії.

### Граф Савойський
1268 року після смерті П'єтро II став графом Савої. У 1269 році втрутився у боротьбу в Дофіне, змусивши звільнити свого небожа Жана I. Невдовзі придбав анклави в графстві — Толвон-сюр-Войрон, Сен-Лоран-дю-Дезер, Понт-де-Бовеазін і Шаназ.
1271 року його фіскальна та монетарна політика сприяла встановленню єдиного стабільного срібного денарія. Невдовзі встановив владу від архієпархії Тарантез. 1272 року придбав графство Брессе, змусивши ще 1266 року спадкоємицю Сибіллу одружиттся зі своїм небожем Амадеєм. 1273 року вступив у конфлікт з німецьким королем Рудольфом I щодо міст Ніон, Муртен і Берн, але за підтримки французького короля Філіппа III зумів відбити напад і зрештою уклав у Лозанні почесний мир. 1273 року змусив Юмбера де Ла-Тур-дю-Піна принести оммаж. 1276 року придбав маєток і замок в пфальцграфстві Бургундія. Того ж року уклав політичний і торгівельний союз з Міланською комуною.
1280 року зумів повернути під владу Савої місто Турин. 1282 року проти нього утворилася коаліція у складі Рудольфа I Габсбурга, Карла I, короля Сицилії і графа Провансу, Жана I, дофіна В'єннського, Аймона II, графа Женеви. В свою чергу граф Савойський уклав союз з Робертом II, герцогом Бургундії. В результаті 1283 року було укладено мир, за яким Філіпп I відмовився від влади над містами Гумінен і Муртен, та передав Габсбургу замок Пайєрн.
У 1285 року перед смертю призначив Едуарда I, короля Англії, розпорядником. Останній призначив спадкоємцем Савойського графства небожа померлого — Амадея.

## Родина
Дружина — Аделаїда, донька Оттона I, герцога Меранського.
Дітей не було.